# テトラヒドリドアルミン酸
テトラヒドリドアルミン酸（テトラヒドリドアルミンさん）は、アルミニウムのヒドリド錯体である。

## 概要
H[AlH4] に相当するテトラヒドリドアルミン酸の遊離酸は安定には得られず、アルカリ金属などの塩としてのみ知られる。例えばリチウム、ナトリウムおよびカリウム塩は、テトラヒドロフラン中で150℃、2000psi（136気圧）の条件下で24時間反応させることにより元素の単体から直接合成される。
{\displaystyle {\ce {Na + Al + 2 H2 -> Na[AlH4]}}}
あるいは無水塩化アルミニウムと水素化物をジエチルエーテル中で反応させることにより合成される。
{\displaystyle {\ce {AlCl3 + 4 LiH -> Li[AlH4] + 3 LiCl}}}

## 塩
リチウム塩中において正四面体型のテトラヒドリドアルミン酸イオン H[AlH4]−  の存在が確認され、Al-H 結合距離は1.55Åである。
- テトラヒドリドアルミン酸リチウム
- テトラヒドリドアルミン酸ナトリウム
- テトラヒドリドアルミン酸カリウム